# Vauchelles-lès-Domart
Vauchelles-lès-Domart é uma comuna francesa na região administrativa de Altos da França, no departamento de Somme. Estende-se por uma área de 3,92 km². Em 2010 a comuna tinha 126 habitantes (densidade: 32,1 hab./km²).